# 下妻城
下妻城（日语：／ Shimotsumajō）是日本戰國時代常陸國關郡下妻莊（現茨城縣下妻市）曾經存在的一座平城。自多賀谷氏以此為居城後，當地民眾一般稱其為多賀谷城（日语：／ Tagayajō）。城郭幾乎包圍以前真壁郡下妻町的全域。直至1950年代，城池的曲輪、護城河和土壘的遺跡先後被發現，然而經過1961年（昭和36年）展開的城市規劃後，僅剩餘現在的多賀谷城跡公園。戰國時代初期，多賀谷氏援助古河公方擊敗關東管領，從而獲得公方賞賜其下妻作為領地，並且開始興建下妻城，最初多賀谷氏臣屬於結城氏，後來自立後屢次與舊主交戰，並且周旋於小田氏和佐竹氏等關東大名之間，其後後北條氏勢力在關東取得優勢後，多賀谷氏亦一度臣屬，可是上杉氏來襲時卻又背叛後北條氏，及至豐臣秀吉發動小田原征伐時，多賀谷氏亦協助豐臣氏消滅舊主後北條氏。雖然下妻城在整個戰國時代未曾被其他勢力攻佔，但是由於多賀谷氏在關原之戰時屬於戰敗的西軍一員，因而被勝者德川氏沒收所有領地，下妻城亦隨之拆毀。進入江戶時代後，水戶松平家和越前松平家等親藩大名或譜代大名均先後入主下妻藩，但是始終沒有重建下妻城。

## 概要

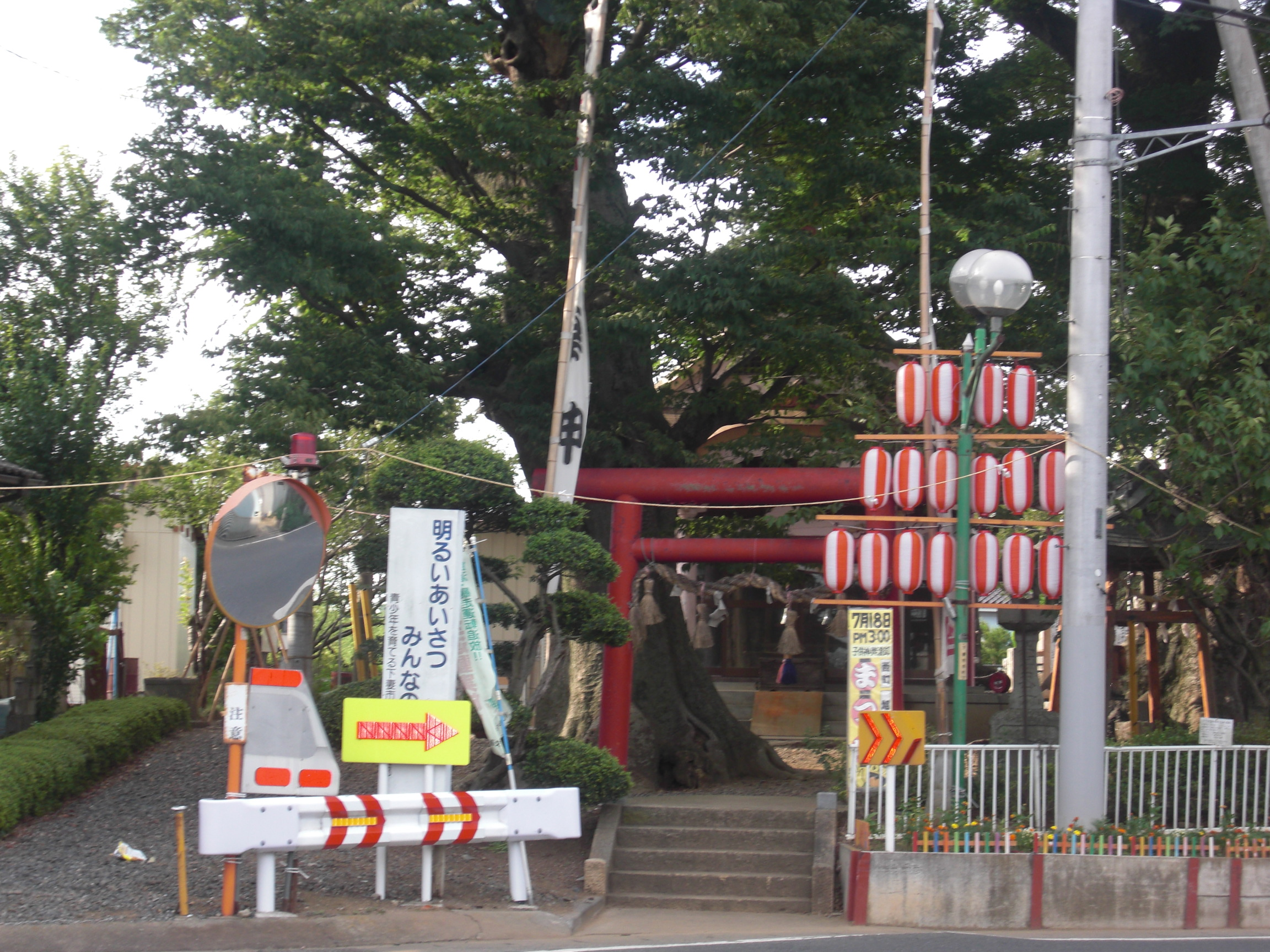
下妻神社

城池建於在15世紀中期，分為東西兩館。作為本丸的東館是二廓的簡單結構。隨著多賀谷氏的勢力逐漸增強，城池範圍亦向北邊不斷伸延，在多賀谷氏第7代的多賀谷重經的時期（16世紀末期至17世紀初），城池的南北1.5公里均屬於城域的一部分。當時，下妻是常陸國西邊最大的城市，城郭、城下町的規模和繁盛程度在常陸也是首屈一指的。
城池遺跡成為下妻市指定遺跡後，曾經出土以溫火燒製的陶器。城池附近的本城、新屋敷、本宿、上宿、陣屋等等均殘留城池或城下町的名稱，可是隨著改建成住宅用地，這些城池的殘餘組成部分正逐漸消失。下妻市役所西邊是城池遺址公園，在1961年（昭和36年）按照城市規劃，為市民提供休憩的地方而建成。公園內有一塊在1890年（明治23年）12月豎立的碑，碑面以文言文刻寫多賀谷氏7代共140年的歷史，背面則刻上有份捐建碑的264名多賀谷氏舊臣子孫的姓名。

### 城郭構造
城池屬於平城，東西兩邊分別是沼澤和河流（小貝川和鬼怒川），而南方則是濕地，因此重點防守的只有北邊，按秋田縣立圖書館藏有的《常陸國下妻城圖》顯示，城池北邊總共有七重的土壘和護城河，不單是因為北邊缺少自然屏障的保護，而且與多賀谷氏敵對的結城氏和水谷氏等的領地也處於北邊，因此才造成城池在北邊的防守較其他方位都要嚴密。
城池以館沼為界，分開東西兩邊，東邊是本城（本丸）、中城（二之丸）、三之丸、北城、南館（姬曲輪），西邊則有西城。城池周圍則是小野子（多賀谷一族的居住地）和虛空藏曲輪等設施。城域的面積是南北1,500米乘以東西900米。城池亦有以泥土在高處堆成的土壘組成的堤坡，並且挖掘土壘四周，從大寶沼引水將其填滿，主要的土壘由7座橋連成一體，被稱為「多賀谷七構造」（多賀谷七構え）。

### 城下町的結構
飯田、石塚、片岡和渡邊等有姓氏的多賀谷氏家臣在城郭外延部的本宿、上宿、今宿（新宿）和坂本等地居住。本宿等等帶「宿」字的地方是指宿場，不但讓商人和工匠，亦容許家臣團居住，作為城郭的一部分來發揮作用。除了下妻城外，結城城、山川城和海老島城等等均採用這種模式，這樣的城下町是戰國時代具關東地方特色的結構。
北城北邊寫有高城町（タカジョウマチ）等的小字，因此推斷該處以前是工匠的居所。在初期城下町的北方，建有牛頭天王（現在的下妻神社）的門前町、大町（現下妻市下妻乙）與其東邊的西町作為中心發展，在重經時代於大町南邊的三道地（現下妻市下妻丁）擴展至新地。

## 歷史

### 築城和城下的發展
按《多賀谷家譜》記載，康正元年（1455年），多賀谷氏家開始著手在下妻莊築城，並且在6年後的寬正2年（1461年）建成。在享德之亂時，氏家奉古河公方足利成氏之命以結城成朝家臣的身份隨行，並且在享德3年11月27日（1454年12月16日）與弟弟高經一同將上杉憲忠殺死，成氏為了嘉許氏家，便賞賜他包括下妻莊的關三十三鄉領地，從而讓氏家成為大名。因此，氏家是在獲得下妻莊領地後才開始築城。為了紀念城池的建成，氏家興建大寶八幡宮，並且將砍殺憲忠用的「青雲」太刀供奉於八幡宮內。有些說法指城池的建成年份是寬正3年（1462年），歷史書籍《圖説 茨城的城郭》也是採用寬正3年的說法。雖然現在的下妻和古河市均位於茨城縣境內，但是下妻在古時是位於常陸國境內，古河則屬於下總國，對於古河公方來說，多賀谷氏和下妻是相當重要的渠道來介入傳統上長期在常陸國統治的小田氏、真壁氏、宍戸氏和大掾氏等等的武家，從而強化自身的影響力。
文明10年（1478年），在氏家和高經之後成為下妻城主的基泰奉成氏之命，在文明14年（1482年）以行田宮內和常樂寺某開始，逼令下妻莊附近的領主投降，成功擴大領地。永正年末（1520年左右），多賀谷氏的勢力已經覆蓋現在的下妻市、常總市、大部份結城郡八千代町、筑西市南部（舊真壁郡關城町東邊）、筑波市西部（舊筑波郡大穗町和豐里町的一部分。為了取得領民的支持，多賀谷氏通過在大寶八幡宮供奉太刀及在城內外興建寺社等措施，強化作為領地的政治和經濟中心的下妻城及其城下町的管理，並且加以擴建。

### 城主多賀谷氏崛起
承繼基泰家督之位的光經，進一步擴大領地，與前主君結城氏的領地相比，多出接近一倍之多。雖然光經與結城氏當主結城政朝是表親關係，但是在多賀谷氏離開結城氏獨立後，政朝於天文3年（1534年）派兵進攻多賀谷領，導致雙方處於敵對關係。其後，第2代的朝經與小田氏的小田政治結盟，屢次與結城氏和山川氏交戰後，最終在天文16年5月（1547年5月）戰敗，在翌年的天文17年（1548年）政治死去後，多賀谷氏改為靠攏結城氏，雙方和解後再次結盟。這種做法，導致多賀谷氏與小田氏的關係惡化，多賀谷氏與曾經攻打小田氏的佐竹氏結誼，並且一同進攻小田領，從而攻佔現今的鹿島、長高野和前野（現筑波市内）。
患上重病的朝經將家督之位讓給政經，由於結城政勝順從於北條氏康，政經也一度服從於後北條氏，並且借助後北條氏的軍力向小田領進攻，後來上杉謙信進攻關東地方的時候，多賀谷氏選擇靠攏上杉氏，並且在永祿4年正月（1561年1月），與佐竹、小田和宇都宮三家聯手一同攻打結城晴朝。結果，多賀谷氏奪得結城氏領的下妻和通往結城的重地關本（現筑西市關本），並且設置附城。與此同時，多賀谷氏加強與佐竹氏的關係，與武田氏亦關係良好，在與結城和小田兩家敵對之餘，同時亦籌劃擴大領地。在政經時代，多賀谷領的範圍達至歷來最大，由北至現筑西市舟生、東至筑西市海老島、南至牛久市和西至坂東市弓田。

### 多賀谷時代終結
天正4年5月8日（1576年6月4日），政經去世，由19歲的重經繼承，成為第7任家督，他其後進攻領地南邊的豐田氏，雖然一度落敗，但是最終以水攻拿下豐田城。期間，後北條氏在天正2年（1574年）拿下關宿城，並且逼近多賀谷領，雙方在谷田部城展開激烈的攻防戰。另一方面，重經身處以天下統一為目標的年代，因此他先後將駿馬送給織田信長，在豐臣秀吉崛起後又送贈書狀與其交好，為求在亂世生存不遺餘力。天正18年（1590年），秀吉決定進攻後北條氏，站在秀吉一方的重經與結城晴朝、水谷勝俊等舊敵一同參戰，對後北條氏於武藏國的忍城展開攻擊，後來在同年8月1日（1590年8月30日）以下妻6萬石的知行保住領地。

#### 一般說法
雖然多賀谷氏成功保住領地，但是秀吉要求由結城氏成為其與力大名的做法，導致重經不服，但是仍然決定分家，派長子多賀谷三經臣服於結城氏，自己則收養佐竹義重的四子岩城宣隆，並且仕於佐竹氏。從此，多賀谷氏分為重經等以下妻城為據點的佐竹派的下妻多賀谷氏和三經等以下總太田城為據點的結城派的太田多賀谷氏，家臣亦分開兩邊。保住大名地位的重經對秀吉的不滿與日俱增，其後以患病為由拒絕參戰萬曆朝鮮之役，導致大半領地被沒收。慶長5年（1600年）的關原之戰爆發，作為西軍的重經與佐竹義宣一同突擊東軍背後，最終西軍戰敗，覺得自己有責的重經在武藏國府中（現東京都府中市）蟄居。慶長6年（1601年），重經領有的下妻6万石被全部沒收，後來在義宣的協助下移居出羽國。

#### 其他說法
多賀谷三經服從於結城氏一事是在小田原征伐之前已經定下，由此可見佐竹派和結城派對立亦是理所當然。其後，重經以患病為由拒絕參戰萬曆朝鮮之役，作為懲罰將下妻城拆毀和上繳1,000枚金子。慶長3年（1598年），重經出家並且將家督之位讓給宣隆。關原之戰時，重經稱病未有參戰，及後在慶長7年（1602年）由宣隆繼承的下妻多賀谷氏與佐竹氏一同遷移至出羽國久保田（現秋田縣秋田市），自己則在各地旅行。

### 其後
由於沒有領主，下妻一度成為天領，後來德川家康的十一子鶴千代（其後的德川賴房）在慶長11年9月23日（1606年10月24日）獲封下妻5萬石。慶長14年12月22日（1610年1月16日），鶴千代獲增封至水戶藩25萬石，成為水戶藩首任藩主，下妻因而再次成為天領。
慶長16年正月20日（1611年3月4日），多賀谷氏的舊臣與下妻的農民共9人向奉行舉報一位名叫吉衛門的人。根據舉報所言，吉衛門將城池遺留下來的武器（弓、槍和鐵砲等等）、船板、木材和疊蓆等等運往自己的住所，並且破壞以前重經隱居的地方、武士的和代官眾的居所。此時，下妻城已經處於荒廢狀態，盛極一時的多賀谷氏時代亦已成過去。
元和元年（1615年），松平忠昌進駐下妻，其後由松平定綱接任下妻藩主，但是在元和5年（1619年）由於轉封的關係，下妻再次成為天領。直至正德2年（1712年），井上正長以1萬石入主下妻藩後，直至幕末為止井上氏14代均居住於藩內，位於於館沼西邊的陣屋。

## 歷代城主

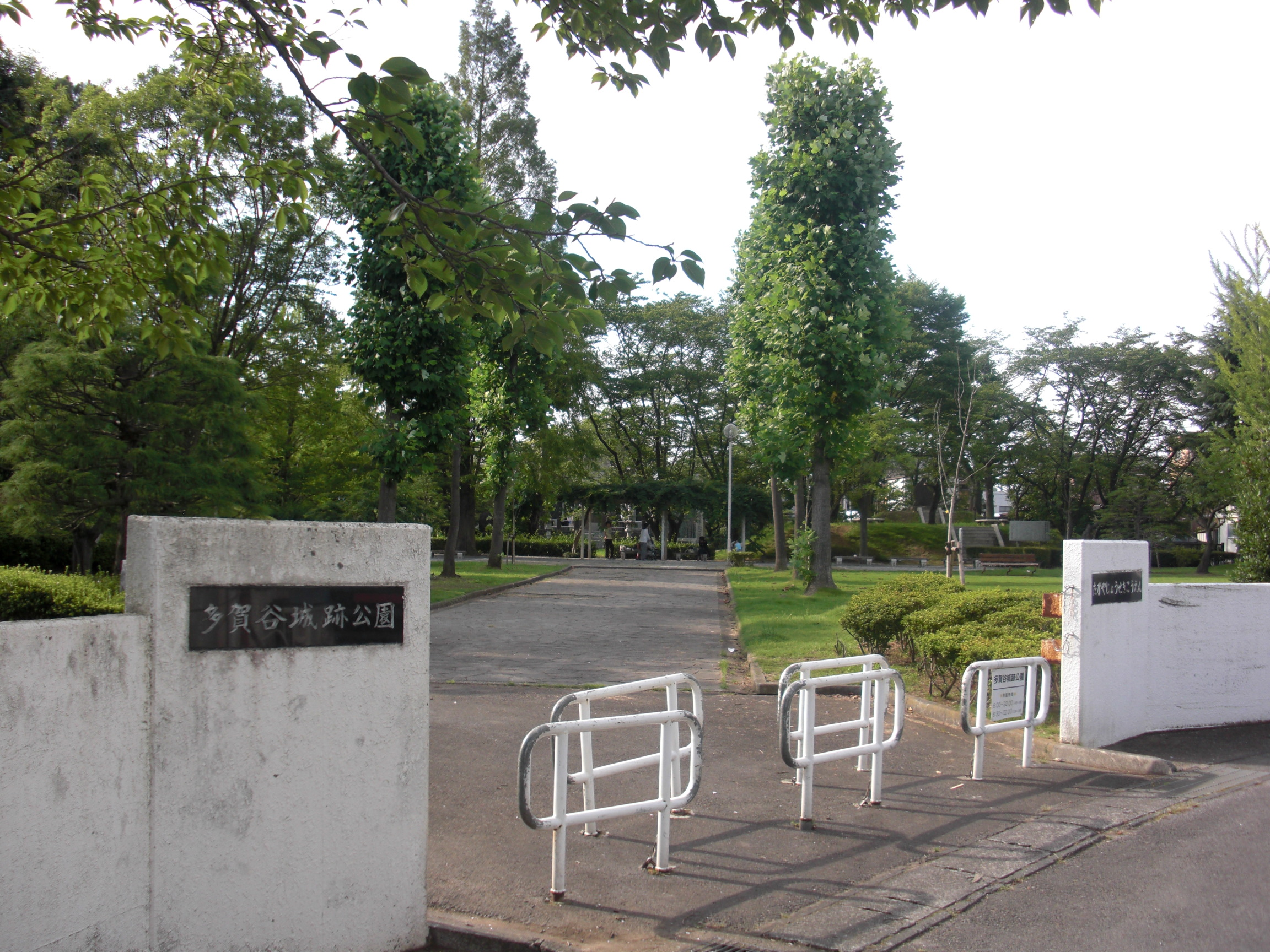
多賀谷城跡公園

- 首任：多賀谷氏家
- 第2代：多賀谷高經
- 第3代：多賀谷基泰
- 第4代：多賀谷光經
- 第5代：多賀谷朝經
- 第6代：多賀谷政經
- 第7代：多賀谷重經
- 第8代：多賀谷宣隆（⇒出羽國）
- 第9代：德川賴房（⇒水戶）

## 現狀
城池的遺址在茨城縣下妻市本城町，位於關東鐵道常總線下妻站以東一公里處的多賀谷城跡公園，並且建有紀念碑。在城池殘餘的組成部份中，只有護城河和土壘能夠辨識出來的。

## 外部連結
- （日語） 多賀谷城本丸跡（市指定文化財：旧名/下妻城）
- （日語） 市指定文化財 多賀谷城本丸跡（旧名 下妻城）